# Hugo II. (Vaudémont)
Hugo II. (* um 1167; † Frühjahr 1242) war ein Graf von Vaudémont. Er war ein Sohn des Grafen Gerhard II. († 1188) und von dessen Ehefrau, Gertrude von Joinville.
Hugo zog in den 1180er Jahren als Kreuzritter in das heilige Land. Dort kämpfte er 1187 in der berühmten Schlacht bei Hattin, nach der er in die Gefangenschaft Saladins geriet. Um das Jahr 1189 kehrte er in seine lothringische Heimat zurück und übernahm sein väterliches Erbe. An dem zur gleichen Zeit beginnenden dritten Kreuzzug nahm er nicht teil.
Um die gleiche Zeit heiratete er Hedwiga von Reynel, mit der er mehrere Kinder hatte, darunter:
- Hugo III., Graf von Vaudémont
- Gottfried, Herr von Gondrecourt

Hugo befand sich in einem langjährigen Konflikt mit den Herzögen von Lothringen, gegen die er sein Territorium zu erweitern versuchte. Dafür erkannte er sogar 1202 die Lehnshoheit der Grafen von Bar über Vaudémont an, um diese als Verbündete gegen den Herzog zu gewinnen. Das hinderte ihn aber nicht daran weiter eine eigenständige Politik zu verfolgen. Im Erbfolgekrieg um die Champagne (1215–1221) ergriff er Partei für den Prätendenten Érard von Brienne, während der Graf von Bar die Seite der Gräfin Blanka und deren Sohn Theobald IV. unterstützte.